# Fleabag
Fleabag é uma série de televisão de comédia dramática britânica criada e escrita por Phoebe Waller-Bridge, baseada em seu programa de uma mulher realizado pela primeira vez em 2013. Foi originalmente produzida pela Two Brothers Pictures para o canal digital BBC Three em um contrato de co-produção com a Amazon Studios. Waller-Bridge é a jovem Fleabag, uma jovem de espírito livre e sexualmente viciada, mas com raiva e confusa em Londres. Sian Clifford e Olivia Colman também estrelam, enquanto Andrew Scott se juntou ao elenco na segunda temporada. A personagem-título frequentemente quebra a quarta parede para fornecer exposição, monólogos internos e um comentário corrente ao público.
O programa estreou em 21 de julho de 2016 e concluiu sua segunda e última temporada em 8 de abril de 2019. Recebeu elogios da crítica, principalmente por sua escrita, atuação e pela singularidade e personalidade da personagem-título. Waller-Bridge ganhou o British Academy Television Award de Melhor Performance de Comédia Feminina pela primeira temporada. A segunda temporada recebeu 11 indicações ao Primetime Emmy Award e ganhou seis, com Waller-Bridge ganhando Outstanding Comedy Series, Outstanding Lead Actress e Outstanding Writing para uma Comedy Series; indicações adicionais foram recebidas por Clifford, Colman e as convidadas Fiona Shaw e Kristin Scott Thomas. A série recebeu o Globo de Ouro de Melhor Série de Televisão e Melhor Atriz por Waller-Bridge, e uma indicação para Scott.

## Elenco
- Phoebe Waller-Bridge como Fleabag
- Sian Clifford como Claire
- Olivia Colman como madrasta de Fleabag
- Bill Paterson como pai de Fleabag
- Brett Gelman como Martin
- Hugh Skinner como Harry
- Hugh Dennis como Bank Manager
- Ben Aldridge como Arsehole Guy
- Jamie Demetriou como Bus Rodent
- Jenny Rainsford como Boo
- Andrew Scott como The Priest
- Fiona Shaw como conselheira de Fleabag
- Kristin Scott Thomas como Belinda
- Ray Fearon como Hot Misogynist
- Angus Imrie como Jake
- Christian Hillborg como Klare
- Jo Martin como Pam

## Recepção crítica
Ambas as temporadas de Fleabag receberam aclamação da crítica especializada. No agregador de avaliações Rotten Tomatoes, a série conta com uma aprovação de 100%. No Metacritic, a primeira temporada conta com uma nota de 88 de 100 pontos, baseada em 19 críticas, enquanto a segunda conta com uma nota de 96 de 100 pontos, baseada em 19 críticas, que denota "aclamação universal".